# Dallas Parker
Dallas Parker (9 de octubre de 2002) es un deportista estadounidense que compite en taekwondo.
Ganó una medalla de bronce en el Campeonato Panamericano de Taekwondo de 2021 en la categoría de –87 kg. Además, obtuvo una medalla de oro en los Juegos Panamericanos Júnior de 2021, en la categoría de +80 kg.

## Palmarés internacional
| Campeonato Panamericano | Campeonato Panamericano | Campeonato Panamericano | Campeonato Panamericano |
| Año                     | Lugar                   | Medalla                 | Categoría               |
| ----------------------- | ----------------------- | ----------------------- | ----------------------- |
| 2021                    | Cancún (México)         | Medalla de bronce       | –87 kg                  |